# Konstakademiens hus

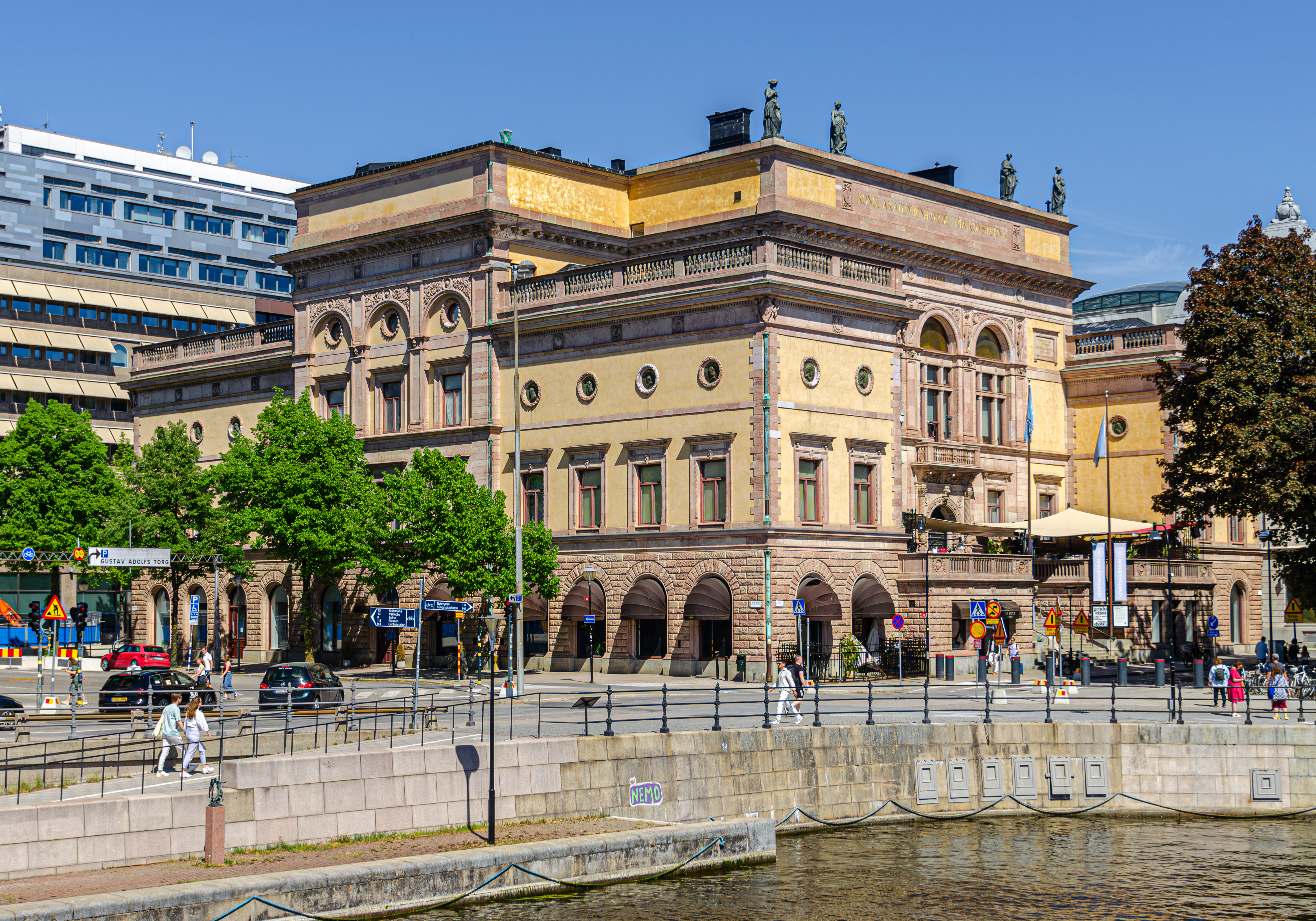
Konstakademiens fasader mot Rödbodtorget och Fredsgatan 2024.

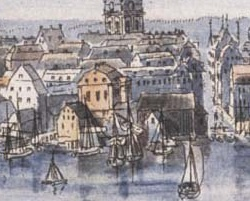
Konstakademihuset ca 1790, från Långholmen
Del av en större akvarell av Johan Fredrik Martin

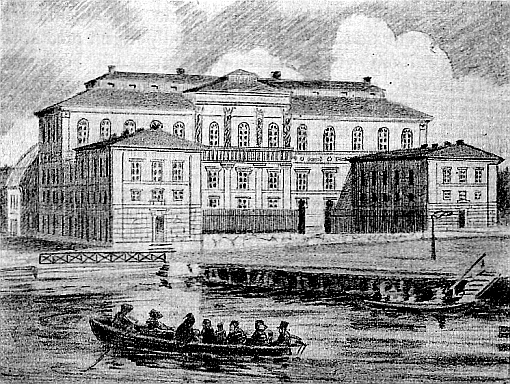
Palatset som det såg ut 1846-1893
Teckning av Hilding Nyman

Konstakademiens hus (historiskt även Sparreska palatset, Bielkeska huset) är en byggnad eller palats beläget i kvarteret Uttern på Fredsgatan 12 i Stockholm, ursprungligen uppfört 1671 och senast ombyggt 1897. Huset är sedan 1775 hem för Kungliga Akademien för de fria konsterna, och sedan 1994 återfinns här även restaurangen Fredsgatan 12.

## Historik
Här byggdes 1671–1672 mot Jakobsgatan ett palats i klassicistisk stil av dåvarande överståthållaren Axel Carlsson Sparre (1620–1679). I Konstakademins entréhall anger en kalkstenstavla att Nicodemus Tessin den äldre ritade huset. En brand 1693 lade bland annat paradvåningen i aska. Vid den stora Klarabranden 1751 förvandlades palatset till en utbränd ruin, som 1754 köptes av direktören för de kungliga styckgjuterierna Gerhard Meyer den yngre. Huvudbyggnaden sattes nu i stånd. Fastigheten donerades 1775 till Måleri- och bildhuggarakademien, som senare ändrade namn till Konstakademien.
Åren 1842–1846 byggdes palatset om av arkitekten Fredrik Blom för att skapa en monumental boning för Konstakademien. Resultatet av ombyggnaden blev en huvudlänga med två framspringande flyglar som omslöt en planterad trädgård. Formen blev nyantik med en dragning åt nyrenässans.
Under en om- och tillbyggnad 1893–1896 av byggmästaren Gustaf Alfred Johansson efter Erik Lallerstedts ritningar fick akademihuset sin nuvarande renässansform, medan den gamla huvudbyggnaden förvandlades till en länga i komplexets norra del. 1890 års riksdag beviljade 385 000 kr. Byggnaden invigdes den 31 maj 1897 och hade då kostat cirka 700 000 kr. Bland förespråkarna för ombyggnaden återfanns Johan Nordenfalk den yngre och Gunnar Wennerberg, medan konstnärsgruppen Opponenterna arbetade emot projektet.
Sockel, listverk och skulptural utsmyckning är utförd i röd Gotländsk Hoburgskalksten.

## Interiör

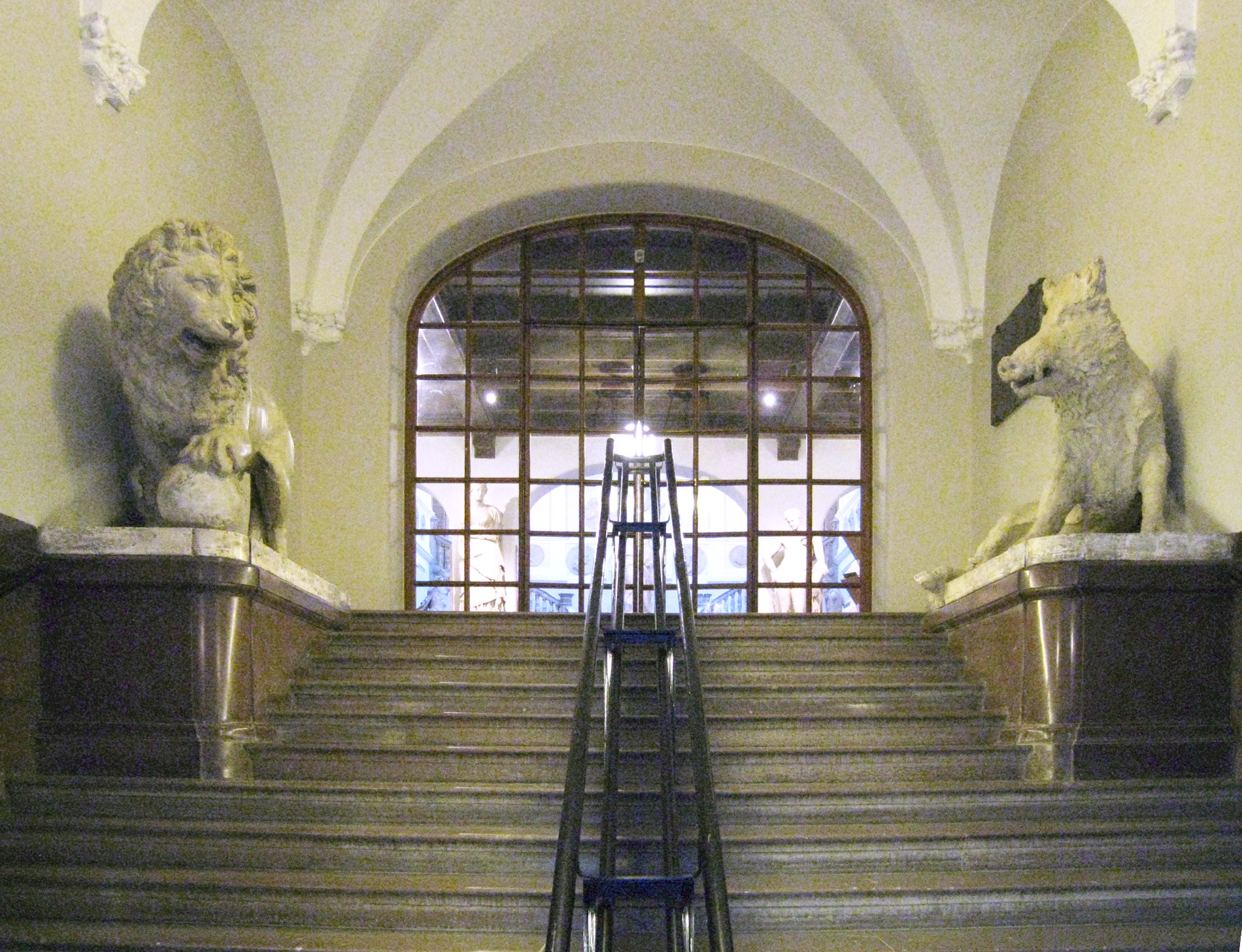
Lejonet och svinet

Vid entrétrappan står två statyer i brons, Lejonet och svinet. Originalgjutformarna i gips infördes av Nicodemus Tessin d.y. från Italien i slutet av 1600-talet. Se även: Slottslejonen och Medici-lejonen.

## Bilder

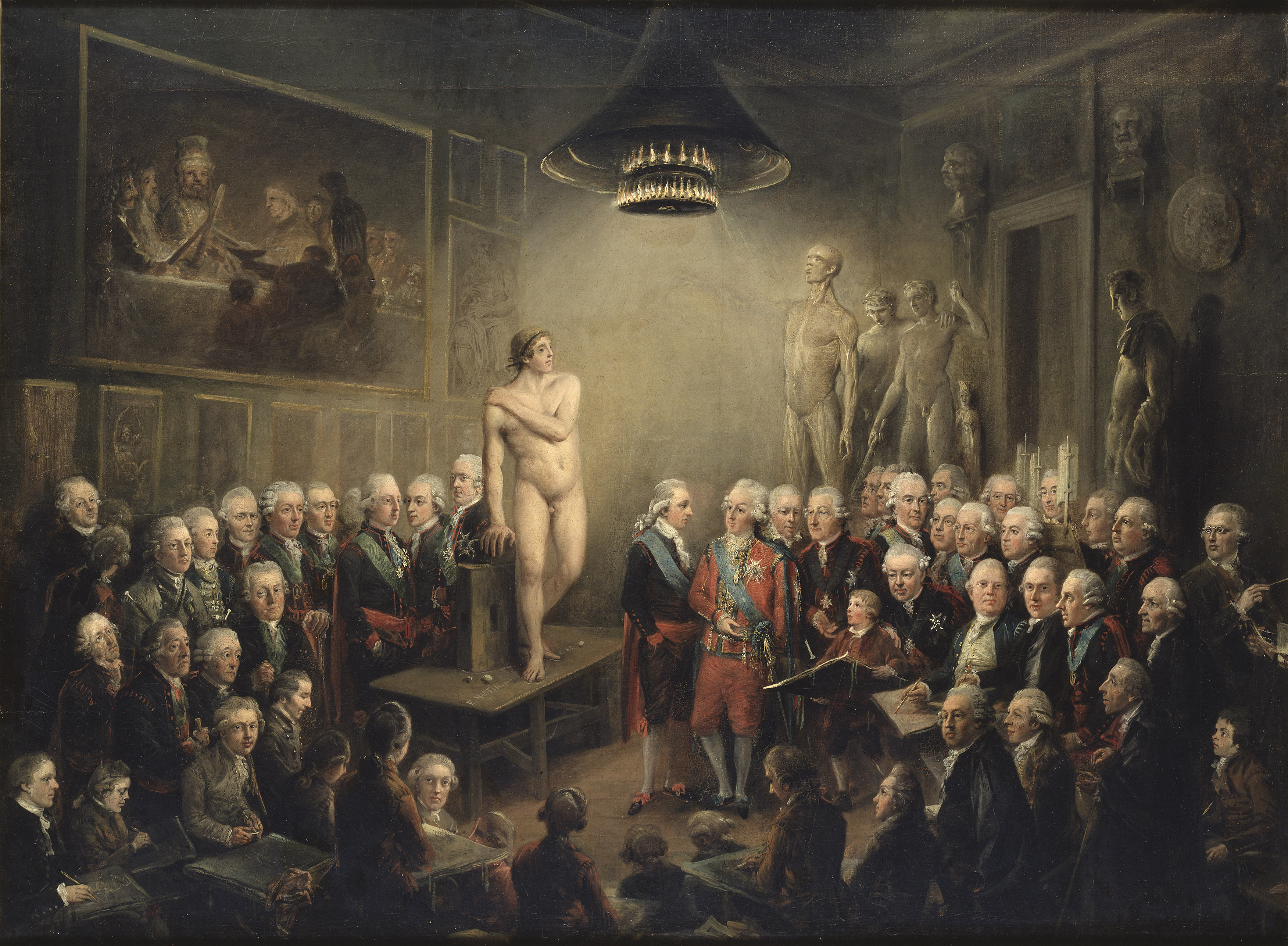
Gustav III besöker konstakademien i dess hus 1782. Målning av Elias Martin.
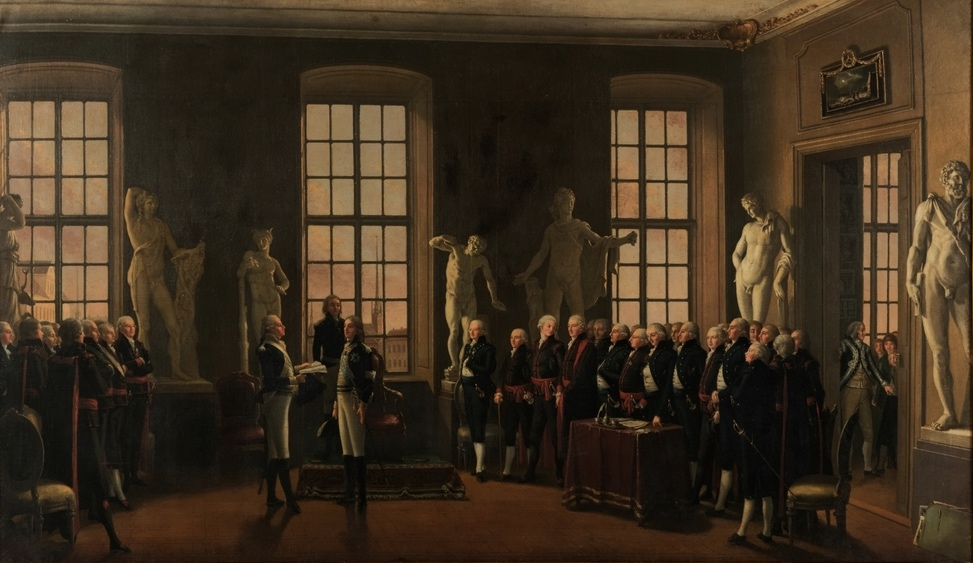
Gustav IV Adolf besöker Konstakademien i dess hus den 26 januari (Gustav III:s födelsedag) 1797. Målning av Pehr Hilleström.